# William Allen Miller
William Allen Miller (17 de diciembre de 1817 – 30 de septiembre de 1870) fue un científico británico.

## Semblanza
Miller nació en Ipswich, Suffolk. Se educó en la Ackworth School y en el King's College de Londres.
Tras la muerte de John Frederic Daniell, obtuvo la cátedra de química en el King's College. A pesar de su formación como químico, las contribuciones científicas más destacadas de Miller pertenecen a los campos de la espectroscopia y de la astroquímica, disciplinas nuevas en su tiempo.
Ganó la Medalla de oro de la Real Sociedad Astronómica en 1867 conjuntamente con William Huggins, por su estudio espectroscópico de la composición de las estrellas.
En 1845, fue elegido miembro de la Royal Society.
Según su necrología, Miller se casó con Eliza Forrest de Birmingham en 1842. Murió en 1870, un año después que su mujer, y ambos están enterrados en Cementerio West Norwood. Fueron sobrevividos por un hijo y dos hijas.

## Eponimia
- El cráter lunar Miller lleva este nombre en su memoria.[4]

## Lecturas relacionadas
- Adams, C. W. (1943). «William Allen Miller and William Hallowes Miller (A Note to the Early History of Spectroscopy)». Isis 34 (4): 337-339. doi:10.1086/347830.
- Ashley-Miller, Michael (2008). «William Allen Miller (1817–70): a distinguished scientist re-discovered». Journal of Medical Biography 16 (4): 237-240. PMID 18953000. doi:10.1258/jmb.2008.008012. Archivado desde el original el 15 de julio de 2011.
- Miller, W. A. (1871). Introduction to the Study of Inorganic Chemistry. London: Longmans, Green, and Company.

- Datos: Q3098099
- Multimedia: William Allen Miller / Q3098099